# Roma, Cidade Aberta
Roma, città aperta (no Brasil e em Portugal, Roma, Cidade Aberta) é um filme de drama neorrealista italiano de 1945, dirigido por Roberto Rossellini. O filme mostra Aldo Fabrizi, Anna Magnani e Marcello Pagliero e é ambientada em Roma durante a ocupação nazista em 1944. O título refere-se a Roma sendo declarada uma cidade aberta após 14 de agosto de 1943. O filme ganhou vários prêmios em vários festivais de cinema, incluindo o mais prestigiado Grand Prix de Cannes e foi indicado ao Oscar de Melhor Roteiro Adaptado no 19º Oscar.

## Sinopse
Entre os anos de 1943 e 1944, a cidade de Roma, ocupada pelos nazistas, é declarada cidade aberta, a fim de evitar bombardeios aéreos. Neste momento comunistas e católicos unem-se para combater os alemães e as tropas fascistas.

## Elenco
- Anna Magnani .... Pina

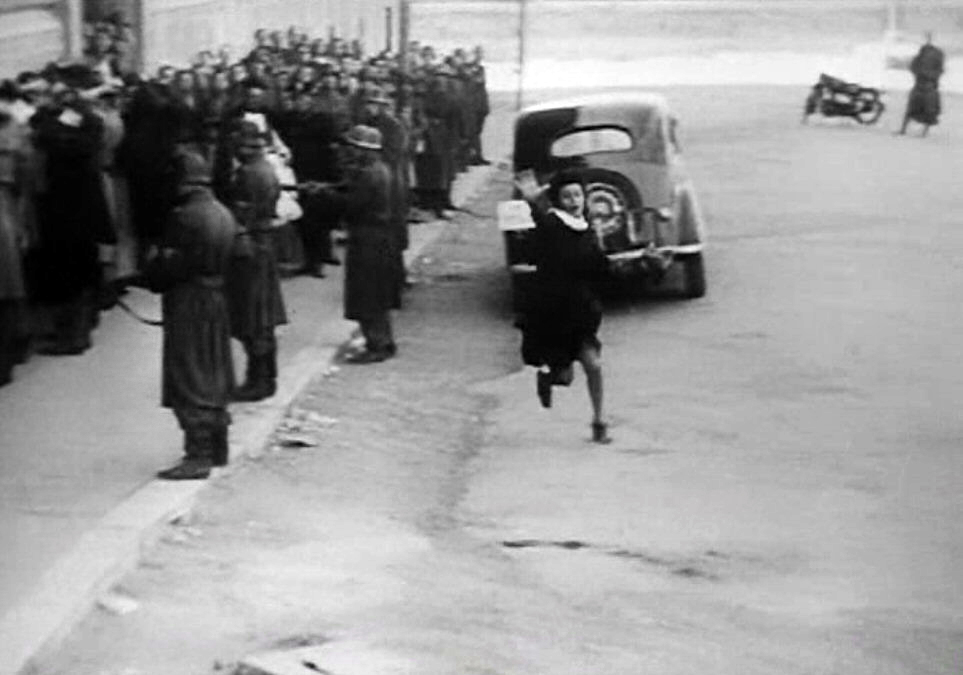
Anna Magnani como Pina em uma das cenas do filme.

- Marcello Pagliero .... Luigi Ferrari
- Vito Annichiarico .... Marcello, o filho de Pina
- Nando Bruno .... Agostino
- Harry Feist .... major Bergmann
- Giovanna Galletti .... Ingrid

## Recepção crítica
O filme recebeu uma recepção medíocre do público italiano quando foi lançado pela primeira vez quando se dizia que o povo italiano queria escapismo após a guerra. No entanto, tornou-se mais popular à medida que a reputação do filme crescia em outros países. A obra chamou atenção internacional para o cinema italiano e é considerada um exemplo por excelência de neorrealismo no cinema, tanto que, junto com Paisà e Germania anno zero, é chamado de "Trilogia Neorrealista" de Rossellini. Robert Burgoyne chamou de "o exemplo perfeito desse modo de criação cinematográfica [neorrealismo] cuja definição crítica estabelecida foi dada por André Bazin". O próprio Rossellini traçou o que foi chamado de neorrealismo até um de seus filmes anteriores, La nave bianca, que ele alegou ter o mesmo estilo. Alguns críticos italianos também sustentaram que o neorrealismo era simplesmente uma continuação de filmes italianos anteriores da década de 1930, como os dirigidos pelos cineastas Francesco De Robertis e Alessandro Blasetti. Estudos mais recentes apontam que este filme é na verdade menos neorrealista e um tanto melodramático. Os críticos debatem se o casamento pendente da católica Pina com o comunista Francesco realmente "reconhece a parceria de trabalho de comunistas e católicos na resistência histórica real".
Bosley Crowther, crítico de cinema do The New York Times, fez uma crítica altamente positiva ao filme e escreveu: "No entanto, o efeito total do filme é uma sensação de experiência real, alcançada tanto pelo desempenho quanto pela escrita e direção. O desempenho de destaque é o de Aldo Fabrizi como sacerdote, que abraça com dignidade e humanidade a parte mais exigente. Também é excelente como líder de resistência Marcello Pagliero e Anna Magnani traz humildade e sinceridade ao papel da mulher que é morta. O elenco restante é inquestionavelmente bpm, com exceção de Harry Feist no papel de comandante alemão. Sua arrogância elegante é um pouco cruel demais - mas isso pode ser facilmente compreendido". O crítico de cinema William Wolf elogiou especialmente a cena em que Pina é baleada, afirmando que "poucas cenas no cinema têm a força daquilo em que Magnani, com os braços estendidos, corre em direção à câmera até a morte".
O Papa Francisco disse que o filme está entre seus favoritos. No Rotten Tomatoes, o filme tem uma classificação de aprovação de 100% com base em 42 críticas, com uma classificação média de 9,08/10. O consenso dos críticos do site diz: "Cidade Aberta preenche os contornos familiares de seu enredo com personagens tridimensionais e uma profundidade narrativa que se soma a uma conquista cinematográfica imponente - e ainda poderosamente ressonante".

## Prêmios e indicações
- Festival de Cannes

Grande Prêmio do Festival em 1946
- Indicado para o Óscar de melhor roteiro.